# Фрея Андерсон
Фрея Андерсон (англ. Freya Anderson, 4 березня 2001) — британська плавчиня.
Призерка Чемпіонату світу з водних видів спорту 2019 року.
Чемпіонка Європи з водних видів спорту 2018, 2020 років.
Чемпіонка Європи з плавання на короткій воді 2019 року.
Призерка Ігор Співдружності 2018 року.
Чемпіонка світу з плавання серед юніорів 2017 року.